# 皮斯富爾村 (密蘇里州)
皮斯富爾村（英語：Peaceful Village）是位於美國密蘇里州傑佛遜縣的村。

## 人口
根據2020年美國人口普查的數據，皮斯富爾村的面積為0.51平方千米，皆為陸地。當地共有人口95人，而人口密度為每平方千米186人。